# Luxemburgfrage

Die zivile Flagge des Großherzogtum Luxemburgs und die Provinzflagge der belgischen Provinz Luxemburg avancierte sich im Zuge des Ersten Weltkriegs zu einem nationalen Symbol der luxemburgischen Nation.

Unter der sogenannten Luxemburgfrage versteht man die politischen Spannungen rund um das (Groß-)Herzogtum Luxemburg, insbesondere im 19. Jahrhundert, jedoch auch bereits zuvor im Spätmittelalter und der Frühen Neuzeit, als das heutige Gebiet des Großherzogtum Luxemburg von unterschiedlichen Dynastien regiert wurde und entsprechend die Herrschaften wechselten.
Insgesamt können die Jahre 1815, 1830/1839, 1867, 1870/71 und die Jahre zwischen 1912 und 1919 als Höhepunkte der Luxemburgfrage angesehen werden. Jedoch befand sich das bis zum Spätmittelalter eigenständige Herzogtum Luxemburg in der Herrschaft des Geschlechtes der Luxemburger, bis dieses ausstarb und eine Phase der stetigen Herrschaftswechsel begann, sodass hier von einer gewissen Vorgeschichte gesprochen werden kann.

## Vorgeschichte vom Spätmittelalter bis zur Frühen Neuzeit

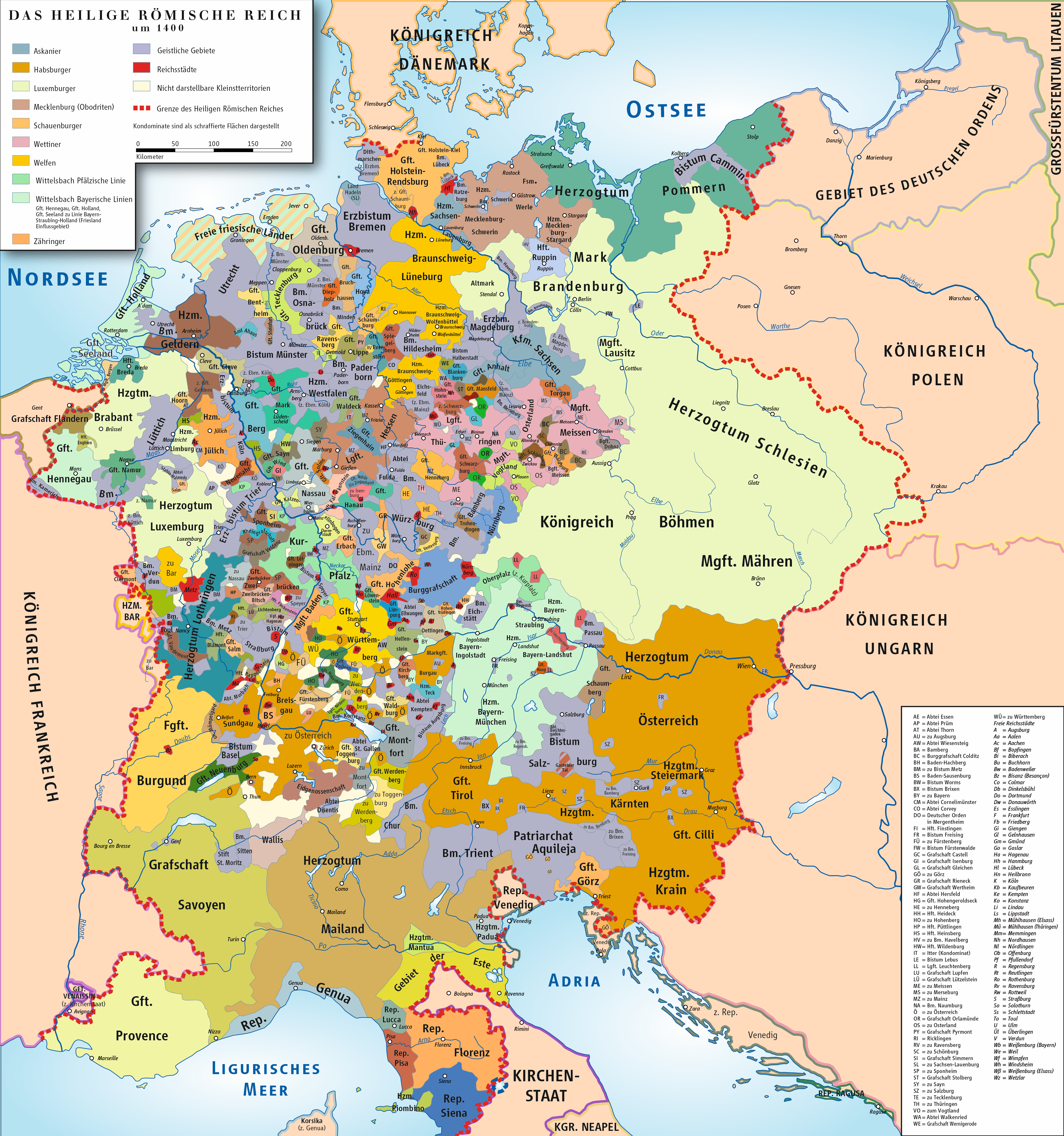
Das Heilige Römische Reich um 1400. Am linken Reichsrand ist das Herzogtum Luxemburg zu sehen.

Luxemburg ist bis zur Annexion durch das napoleonische Frankreich ein Herzogtum innerhalb des Heiligen Römischen Reiches gewesen und wurde bis in die 1440er durch das Geschlecht der Luxemburger selbst regiert. Das Haus Luxemburg stellt eine Reihe von römisch-deutschen Königen, wovon einige ebenfalls Kaiser wurden. Das letzte männliche Oberhaupt der Familie ist Kaiser Sigismund, König von Ungarn und Böhmen, gewesen. Mit seinem Tod starb das Haus Luxemburg in männlicher Linie aus. Elisabeth von Görlitz, die letzte Angehörige der deutschen Linie des Hauses Luxemburg, verkaufte das Herzogtum Luxemburg 1443 an das Haus Burgund und die Ära der Pfand- und Fremdherrschaft. Damit endete die Herrschaft der Luxemburger über das Luxemburger Land und die erste Franzosenzeit begann. Anschließend folgten einige Dynastiewechsel, jedoch waren die Burgunder (1443–1482) und Habsburger (1482–1700 sowie 1714–1795) die wichtigsten Dynastien auf den luxemburgischen Thron. Dabei muss jedoch wiederum zwischen den spanischen (1556–1684 und 1697–1700) und den österreichischen Habsburgern (1714–1795) für die Periode nach der Abdankung von Karl V. unterschieden werden. Zwischen 1684 und 1697 war das Gebiet des Herzogtum Luxemburgs ein zweites Mal unter französischer Herrschaft. Zwischenzeitlich regierten die Wittelsbacher, Wettiner und das Haus Bourbon über Luxemburg. Die Geschichte des Herzogtums endete zwischenzeitlich im Jahre 1795, als Frankreich das Gebiet annektierte und in den französischen Staat integrierte. 1815 wurde das Herzogtum Luxemburg wiederhergestellt und zu einem Großherzogtum aufgewertet, welches bis heute existiert.

Das Vereinigte Königreich der Niederlande. Im unteren rechten Bereich befindet sich das Großherzogtum Luxemburg, welches sich in Personalunion in Verbindung mit dem niederländischen Staat befand, jedoch kein Teil dessen war.

## Wiener Kongress 1815
Das vorherige Herzogtum Luxemburg wurde in der Folge der französischen Expansion unter Napoleon von Frankreich annektiert, aufgelöst und in den französischen Staat integriert. Zuvor war es Teil der spanischen und österreichischen Niederlande gewesen. Nachdem das französische Kaiserreich den letzten Koalitionskrieg verloren hatte, wurde das Herzogtum Luxemburg wiederhergestellt und zu einem Großherzogtum erhoben. Zusätzlich wurde das Großherzogtum an den niederländischen König vergeben, der zusätzlich das heutige Belgien (abzüglich des 1919 zugewonnen Eupen-Malmedy) erhielt. Fortan war das Großherzogtum in Personalunion mit dem niederländischen König Teil des Königreiches der Vereinigten Niederlande. Dies hatte machtpolitische Gründe, da man nach der Niederlage Frankreichs eine neue Machtbalance in Europa schaffen wollte. In dem Gebiet der niederen Lande sollte schließlich das neue Königreich der Niederlande (offizieller Name des oben genannten Staates) die Vormacht besitzen, während im Osten das Königreich Preußen und im Süden die französische Republik bestehen sollten. Jedoch war Luxemburg kein Teil des niederländischen Staates, sondern lediglich von demselben Monarchen beherrscht, der als König-Großherzog Luxemburg regierte.
Zusätzlich wurde der niederländische König dadurch ein deutscher Bundesfürst. Nach der Auflösung des Heiligen Römischen Reiches 1806 und des Rheinbundes 1815 wurde auf dem Wiener Kongress entgegen den deutschen Nationalisten kein deutscher Einheitsstaat gegründet, sondern der Deutsche Bund. Dessen Mitglied blieb Luxemburg auch bis zu dessen Auflösung 1866. Zusätzlich befand sich in Luxemburg selbst eine der wichtigsten Bundesfestungen, die in der Folge der Luxemburgkrise 1867 geschleift werden musste. Zwischen 1839 und 1866 war Luxemburg zudem über den niederländischen König mit dem Herzogtum Limburg verbunden, welches ebenfalls ein Bundesstaat im deutschen Bund gewesen   war und welches im Zuge der belgischen Revolution 1839 entstanden. Der niederländische König besaß mit beiden Herzogtümern eine Virilstimme im Bundestag des Deutschen Bundes.

## Belgische Revolution 1830/1839

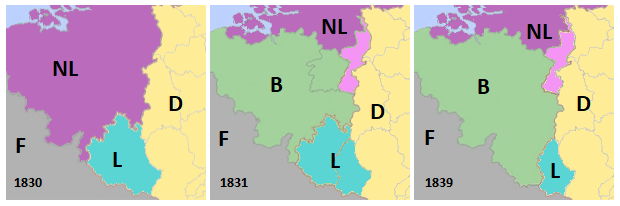
Das Gebiet um Belgien zwischen 1830 und 1839.

Im Jahr 1830 kam es in den südlichen Niederlanden, deren Bevölkerung überwiegend römisch-katholisch war, zu einer Revolution gegen den überwiegend reformierten nördlichen Teil der Niederlande. In der Folge der Revolution schied das neue Königreich Belgien aus dem niederländischen Staat aus und erhielt einen großen Teil des Großherzogtum Luxemburgs, welches heute als Provinz Luxemburg ein Teil des belgischen Königreiches ist. In Luxemburg selbst gab es vereinzelte Unruhen, da die Bevölkerung dort unzufrieden mit der nicht angepassten niederländischen Verwaltung gewesen ist. Die Verwaltungsformen waren nicht für das dünn bersiedelte und ärmliche Luxemburg geeignet, sodass die Luxemburger Bevölkerung die Revolution nutzte, um Änderungen einzufordern. Bereits 1830 kam es zu Verhandlungen, in welchen Luxemburg teilweise an Belgien gehen sollte. Generell wurden erste Beschlüsse von Belgien abgelehnt, sodass die Großmächte neu verhandeln mussten. Der Status Limburgs und Luxemburgs wurde in der Folge bis 1839 offengehalten. 1831 wurde die Existenz des belgischen Staates anerkannt, jedoch die Grenzen noch nicht vollends geregelt. 1839, zum Abschluss der Londoner Konferenz, wurde das Königreich Belgien anerkannt, Luxemburg wurde als souveränes Großherzogtum in Personalunion mit dem niederländischen König bestätigt und zusätzlich für neutral erklärt. In dieser Folge entstand auch das Herzogtum Limburg, dessen historisches Gebiet in der Folge der Revolution ebenfalls geteilt wurde. Luxemburg verlor insgesamt mehr als die Hälfte des vorherigen Staatsterritoriums an das neue Königreich Belgien. Im Endvertrag wurden schließlich Luxemburg und Limburg geteilt, wobei Luxemburg deutlich größere Gebietseinbüßungen hatte. Der an Belgien abgetretene Teil verließ zusätzlich den Deutschen Bund. Im Anschluss gab es weiterhin Versuche, Rest-Luxemburg mit Belgien zu vereinen. Um eine wirtschaftliche Bindung an Belgien zu verhindern, verhandelte man 1841 erfolgreich den 1842 vollzogenen Beitritt Luxemburgs zum Deutschen Zollverein. Bis in die 1860er versuchte man mehr oder weniger aktiv, Luxemburg an Belgien zu binden. Weitere Versuche fanden danach nur noch im Rahmen des Ersten Weltkriegs statt.

## Luxemburgkrise 1867
1867 kam es erneut zu einer politischen Unsicherheit des Status von Luxemburg auf europäischem Niveau. Besonders zwischen Preußen und Frankreich resultierte aus der Unsicherheit ein potentieller Krieg, der jedoch abgewendet werden konnte. Weil Luxemburg ein Privatbesitz des niederländischen Königs war, hätte dieser das Großherzogtum theoretisch veräußern können. 1867 bot der französische Kaiser Napoleon III. dem niederländischen König Wilhelm III. an, ihm Luxemburg abzukaufen. Wilhelm III. befand sich zu jener Zeit in Geldnot. Nachdem Otto von Bismarck, andeuten ließ, dass es sich dabei um einen Casus Belli handeln würde, einigten sich die europäischen Großmächte darauf, Luxemburg zu neutralisieren und dies durch die Unterzeichnerstaaten garantieren zu lassen. Damit sollte Luxemburg für zukünftige Konflikte keine Rolle spielen. Zusätzlich sollte Luxemburg weitestgehend entmilitarisiert werden. Damit war die Schleifung der ehemaligen Bundesfestung und der Abzug der preußischen Soldaten aus Luxemburg gemeint.

## Deutsch-Französischer Krieg 1870/71

Luxemburgs Neutralität wurde 1870/71 gewahrt.

Nachdem der Norddeutsche Bund unter preußischer Führung zusammen mit den verbliebenen süddeutschen Staaten gegen Frankreich im deutsch-französischen Krieg gewonnen hatte, wurde neben den Reparationszahlungen ebenfalls das Abtreten einiger Gebiete diskutiert. Anstelle des französischen, jedoch erzreichen Lothringens sollte stattdessen das deutschsprachige, ebenfalls erzreiche Luxemburg den Anschluss an das neu gegründete Deutsche Reich finden. Bereits im Vorfeld konnte Preußen den wirtschaftlichen und politischen Einfluss in Luxemburg enorm steigern, sodass Luxemburg Teil des Deutschen Zollvereins wurde, alle politischen Entscheidungen jedoch von Preußen ausgingen und auch die Staatseisenbahn Luxemburgs ging zunächst für 40 Jahre unter preußische, dann deutsche Verwaltung.

## Rund um den Ersten Weltkrieg 1912–1919

Luxemburg in Europa, 1914.

Luxemburg wurde im Rahmen des Ersten Weltkrieges, trotz der erteilten und garantierten Neutralität, zum Ziel von Annexionsplänen. Im Vorfeld fanden in Kreisen der politischen Rechten in Frankreich bereits Überlegungen statt, sich Luxemburg präventiv einzuverleiben. Ein Aktionsplan wurde 1912 von Kriegsrat genehmigt. In Deutschland sah man im Rahmen des modifizierten Schlieffenplans vor, in die beiden neutralen Staaten Luxemburg und Belgien einzumarschieren. Dabei wurde Luxemburg ab September im Rahmen des sogenannten Septemberprogramms ein Kriegsziel Deutschlands, was es bis zum Ende des Krieges bleiben sollten. So sollte Luxemburg als Bundesstaat dem Deutschen Reich beitreten und die an Belgien verlorenen Gebiete zurückerhalten. Belgien selbst sollte ein Vasallenstaat außerhalb des Reichsverbandes bleiben. Frankreich wiederum bezeichnete im Laufe des Krieges erst Belgien und Luxemburg, anschließend nur Luxemburg und ab 1917 keinen der beiden Staaten als Kriegsziel. Dabei verzichtete man zugunsten belgischer Bestrebungen auf Luxemburg, während die alliierten Staaten Großbritannien und die USA ebenfalls gegen eine Einverleibung durch Frankreich gewesen waren. Jedoch war die Großherzogin Marie-Adelheid beim Volk und in der Entente unbeliebt, da sie  eine deutschfreundliche Haltungen einnahm. So bezeichnete sie sich selbst als Tochter einer deutschen Fürstenfamilie und die Dynastie selbst ebenfalls als deutsch. In einem  Referendum am 28. September 1919 wurde über die Zukunft der Staatsform und die wirtschaftliche Bindung an die beiden Nachbarländer Frankreich und Belgien abgefragt. Letztlich entschied sich das Volk für die Beien fortdauernde Regentschaft  der  Großherzogin Charlotte (Marie-Adelheid hatte im Januar 1919 abgedankt) und für einen wirtschaftlichen Anschluss an Frankreich. Letzteres kam jedoch nicht zustande. Luxemburg blieb nach dem Krieg unabhängig, gab die wirtschaftliche Souveränität jedoch weitestgehend an Belgien ab.